# Gašper Vidmar
Gašper Vidmar, (nacido el 14 de septiembre de 1987 en Liubliana, Eslovenia) es un exjugador de baloncesto esloveno retirado en enero de 2022 a la edad de 34 años, su último equipo fue el Reyer Venezia Mestre de la Lega Basket Serie A. Con 2,10 m de estatura, su puesto habitual en la cancha fue el de pívot.

## Trayectoria
- Slovan Lubiana (2002-2003)
- Janče STZ Ljubljana (2002-2005)
- Slovan Lubiana (2005-2007)
- Fenerbahçe Ülker (2007-2009)
- KK Union Olimpija (2009-2010)
- Fenerbahçe Ülker (2010-2014)
- Beşiktaş (2012-2013)
- Fenerbahçe Ülkerspor (2013)
- Darüşşafaka (2014)
- Banvit Basketbol Kulübü (2015-2018)
- Reyer Venezia Mestre (2018-2022 )

## Palmarés

### Selección nacional de Eslovenia
- Medalla de Oro en el Campeonato Europeo de Baloncesto Masculino de 2017.